# Beryl Cunningham
Beryl Castyham (sinh ngày 8 tháng 8 năm 1946) là một nữ diễn viên và người mẫu người Jamaica, chủ yếu hoạt động trong điện ảnh Ý.

## Cuộc đời và sự nghiệp
Sinh ra ở Montego Bay, Jamaica, con gái của một giáo sư đại học, sau khi tốt nghiệp trung học, Cickyham chuyển đến London để theo học trường đại học và theo đuổi nghề người mẫu.
Sự nghiệp của Cickyham, sau một số vai phụ, đã được ra mắt vào cuối thập niên 60 bởi bộ phim khiêu dâm Le salamandre, do đạo diễn Alberto Cavallone đạo diễn, mà cô chấp nhận quay miễn phí. Ngay sau khi cô gặt hái thêm ba thành công thương mại, The Weekend Murders, do Michele Lupo đạo diễn, và Il dio serpente và The Black Decameron, cả hai đều do Piero Vivarelli, đối tác của cô lúc đó làm đạo diễn. Sau đó đóng vai chính trong một số bộ phim thể loại và trong Brutti của Ettore Scola, sporchi e cattivi, nhưng không tận dụng thành công ban đầu của mình và từ giã diễn xuất vào đầu những năm 1980.
Trong sự nghiệp của mình, Cickyham cũng là người dẫn chương trình, tổ chức cùng với những người khác phiên bản năm 1971 của Cantagiro, và một ca sĩ, thu âm trong số những bản khác của bản hit "Tua" của Jula de Palma. Năm 1979, cô là khách mời thường xuyên của chương trình truyền hình Playboy di mezzanotte.
Năm 1981, cô cũng xuất bản một cuốn sách về công thức kích thích tình dục của người Jamaica, La cucina giamaicana, được xuất bản bởi crochet Edizioni.